# Gyárfás András
Gyárfás András (Gyula, 1945. augusztus 18. –) magyar matematikus, a matematikai tudományok kandidátusa (1980), a matematikai tudományok doktora (1992), Gyárfás Miklós fia.

## Életpályája
Szülei Gyárfás Miklós (1915–1992) író, költő, dramaturg, egyetemi tanár, forgatókönyvíró  és Friedmann Veronika. Általános iskolai tanulmányait a Medve utcai iskolában végezte 1951–1959 között. A Toldy Ferenc Gimnáziumban tanult tovább, ahol 1963-ban érettségizett.
1963–1968 között az ELTE TTK hallgatója volt. 1968-tól az MTA SZTAKI munkatársa, 1968–1970 között tudományos segédmunkatársa, 1971–1980 között tudományos munkatársa, 1981–1991 között pedig tudományos főmunkatársa volt. 1981-ben, 1986–1988 között, valamint 1992-ben vendégadjunktus volt a Memphisi Egyetem Matematikai Tanszékén. 1985-től a gráf-hálózat csoportvezetője. 1989-től a Haladó kombinatorika előadója. 1992-től tudományos tanácsadója. 1993–1994 között a kombinatorika–matematikai fizika laboratórium vezetője volt. 1994–1995 között a Memphisi Egyetem Matematikai Tanszék meghívott egyetemi tanára volt. 1995-től a Diszkrét struktúrák csoportvezetője. Négy évig a Tennesee-i Állami Egyetem vendégprofesszora volt.

### Munkássága
Kutatási területe a kombinatorika és a gráfelmélet, variációk a Ramsey-témára. Két sejtéséről híres:
- Erdős Pállal együtt azt feltételezte, ami most az ún. Erdős–Gyárfás-sejtés, amely kimondja, hogy minden, legalább 3 minimális fokszámú gráf tartalmaz kettőhatvány hosszúságú egyszerű kört.
- Ő és David Sumner egymástól függetlenül (1975-ben és 1981-ben) fogalmazták meg a Gyárfás–Sumner-sejtést, amely szerint minden T fa esetében a T-mentes gráfok {\displaystyle \chi }-korlátosak.

## Díjai
- Grünwald Géza-emlékdíj (1975)[2]